# Wife Wanted (1946)
Wife Wanted is een Amerikaanse misdaadfilm uit 1946 onder regie van Phil Karlson.

## Verhaal
Carole Raymond is een filmactrice op haar retour. Ze besluit daarom te investeren in vastgoed bij Jeff Caldwell. Zijn zaak is eigenlijk een dekmantel voor een malafide huwelijksbureau. Zonder het te beseffen wordt Carole gebruikt als lokaas voor een van zijn slachtoffers. De journalist Bill Tyler ruikt onraad en gaat op onderzoek uit.

## Rolverdeling
| Acteur            | Personage        |
| ----------------- | ---------------- |
| Kay Francis       | Carole Raymond   |
| Paul Cavanagh     | Jeffrey Caldwell |
| Robert Shayne     | Bill Tyler       |
| Veda Ann Borg     | Nola Reed        |
| Teala Loring      | Mildred Kayes    |
| John Gallaudet    | Lee Kirby        |
| Jonathan Hale     | Philip Conway    |
| Tim Ryan          | Barman           |
| Barton Yarborough | Walter Desmond   |